# Ẩm thực Afghanistan

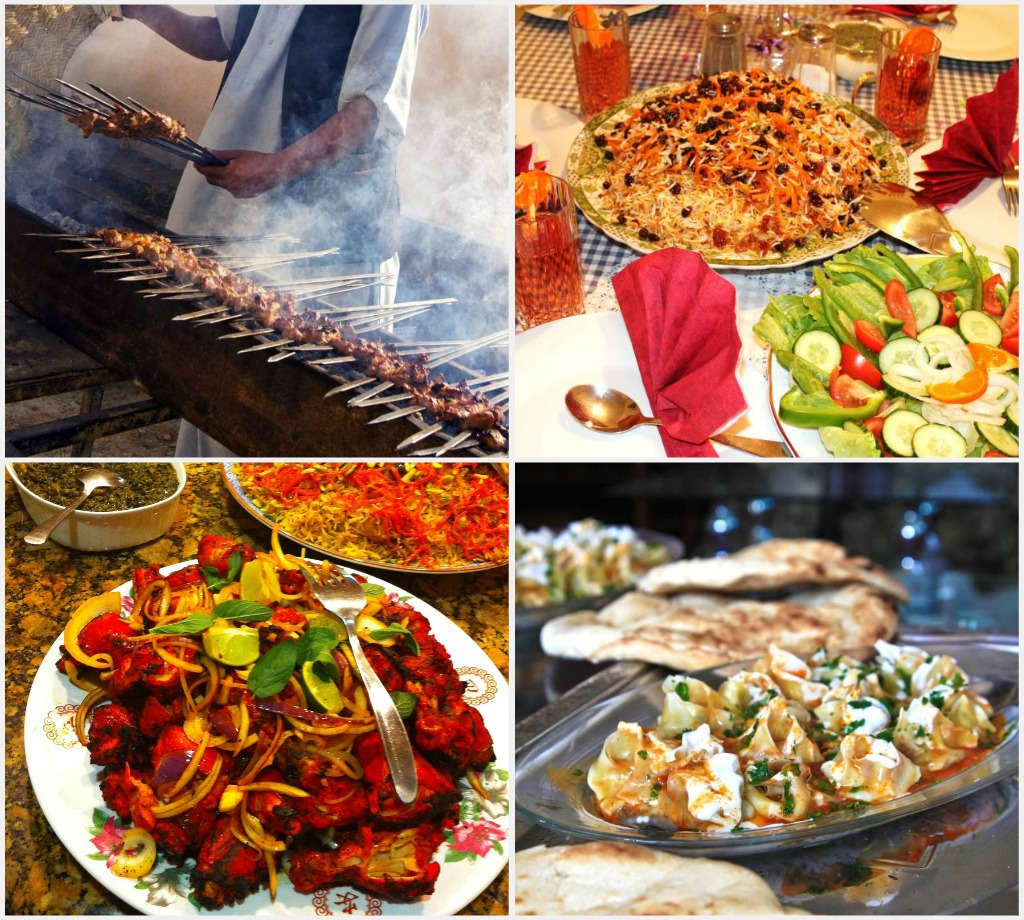
Một số món ăn phổ biến của Afghanistan, theo chiều kim đồng hồ từ trên cùng bên trái: 1. Kebab thịt cừu non nướng (seekh kabab); 2. Kabuli palaw và salad; và 3. Mantu (bánh bao).

Ẩm thực Afghanistan  (Tiếng Dari: آشپزی افغانستان, Tiếng Pashtun: د افغانستان خواړه) chủ yếu dựa vào các loại cây trồng chính của quốc gia, chẳng hạn như lúa mì, ngô, lúa mạch và gạo. Đi kèm với những mặt hàng chủ lực này là trái cây, rau bản địa và các sản phẩm từ sữa như sữa, sữa chua và váng sữa. Các đặc sản ẩm thực của quốc gia phản ánh sự đa dạng dân tộc và địa lý. Afghanistan được biết đến với lựu, nho và dưa có hình quả bóng bầu dục ngọt ngào chất lượng cao. Món ăn quốc gia của Afghanistan là palaw Qâbili.

## Thực phẩm chính

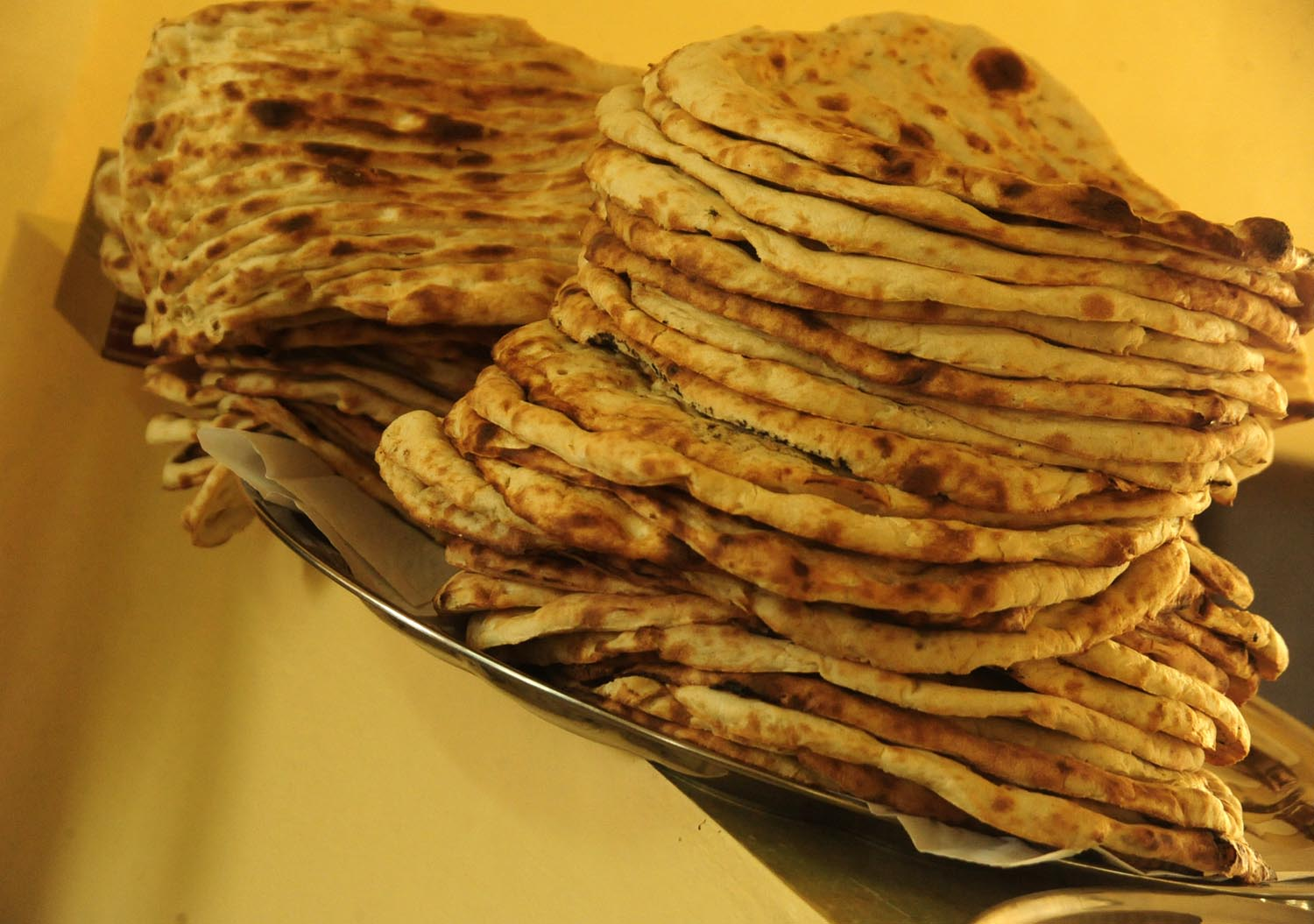
Naan (bánh mì) từ một thợ làm bánh địa phương, loại bánh mì được tiêu thụ rộng rãi nhất ở Afghanistan

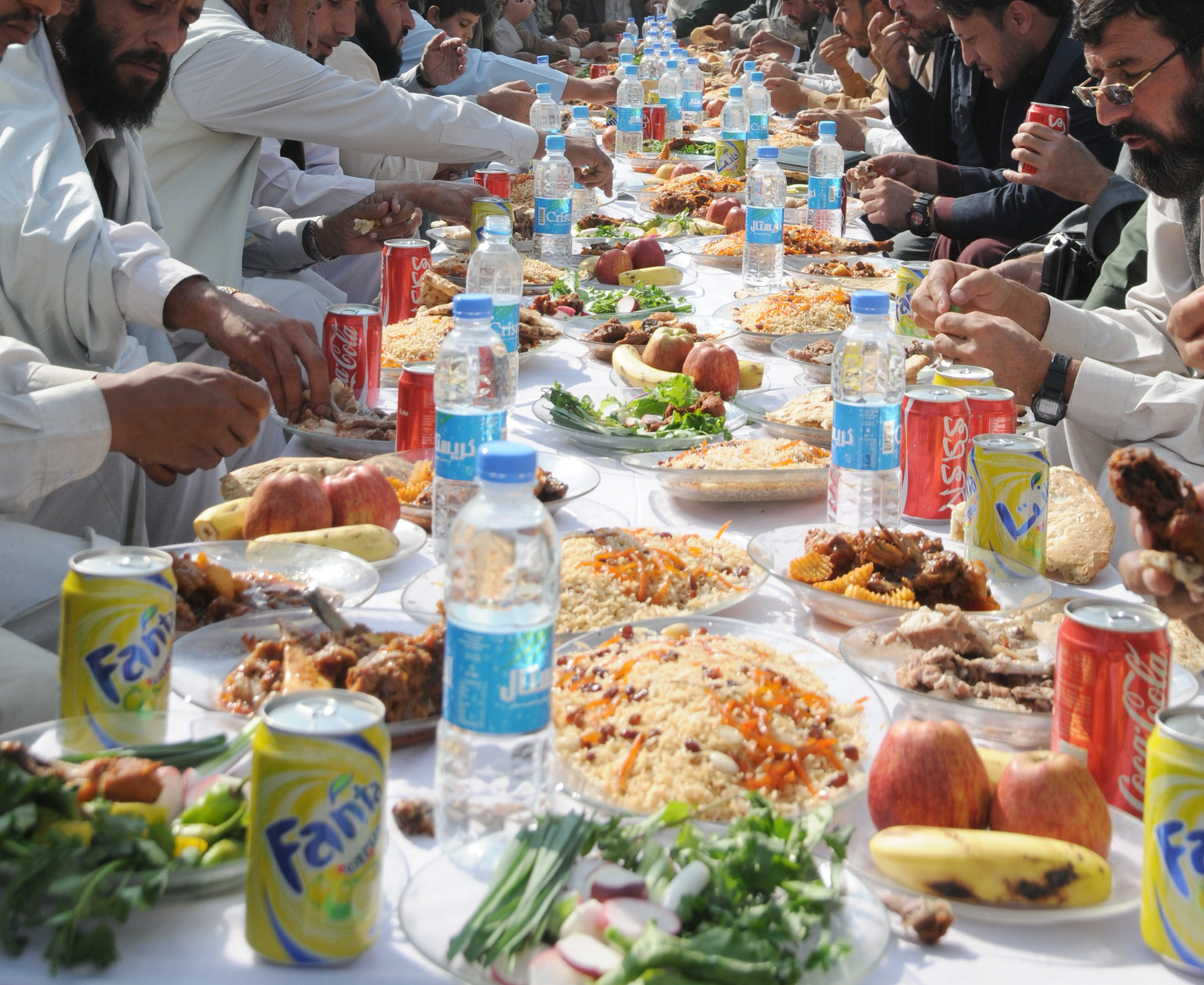
Những người đàn ông Afghanistan ăn trưa ở Kunar Weleyat

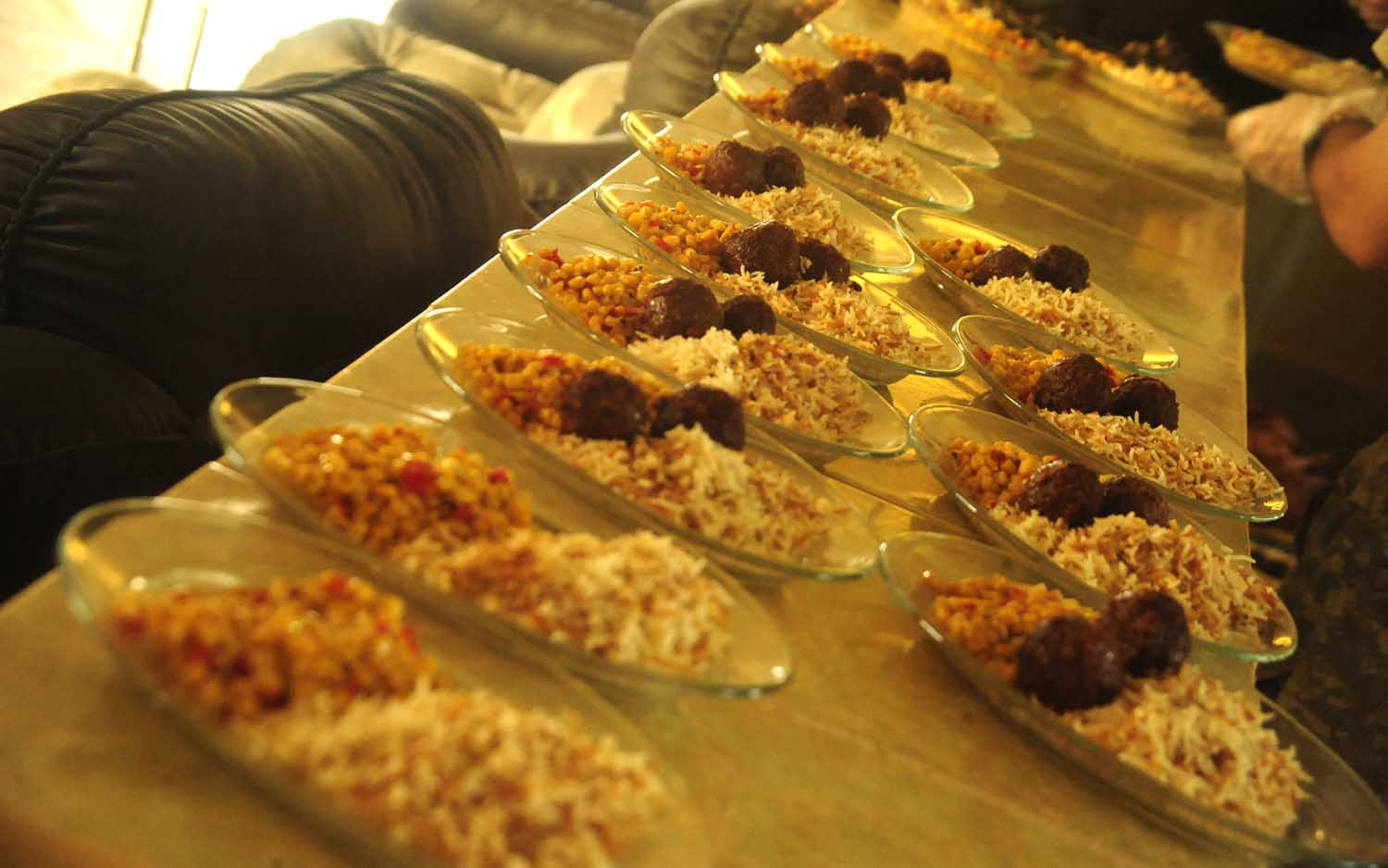
Cơm với kofta (thịt viên) và ngô

### Các món cơm
Challow được phục vụ chủ yếu với qormas (korma; món hầm hoặc thịt hầm).

#### Palaw
Được nấu giống như challow, nhưng thịt và nước dùng, qorma, các loại thảo mộc hoặc kết hợp được trộn vào trước khi nướng. Điều này tạo ra màu sắc, hương vị và mùi thơm phức tạp mà từ đó một số loại gạo được đặt tên. Đường caramel đôi khi cũng được sử dụng để tạo cho cơm có màu nâu đậm đà. Những ví dụ bao gồm:
- Palaw Qâbili - một món ăn quốc gia.[3] có thịt và nước dùng, phủ lên trên là nho khô chiên, cà rốt thái sợi và hạt dẻ cười.
- Palaw Yakhni - có thịt và nước dùng. Tạo ra một loại cơm nâu.
- Palaw Zamarod - qorma rau bina trộn vào trước quá trình nướng, do đó có tên 'Camaro' hoặc ngọc lục bảo.
- Palaw Bore - có Lawand. Nó tạo ra cơm vàng.
- Palaw Landi - Gạo với thịt gia súc được ướp muối và phơi nắng, đó là truyền thống ở Afghanistan của nhiều người.
- Palaw Bojan-e-Roomi - Bonjan-e-Roomi trước đây (cà chua qorma) được thêm vào trong quá trình nướng. Nó tạo ra gạo đỏ.
- Palaw Serkah - tương tự như yakhni pulao nhưng có giấm và các loại gia vị khác.
- Palaw Sherbet - có thì là tươi, nho khô trong quá trình nướng.
- Palaw Narenj - một món cơm ngọt và công phu được làm từ nghệ tây, vỏ cam, quả hồ trăn, hạnh nhân và thịt gà.
- Palaw Maash - một món pulao chua ngọt nướng với đậu xanh, mơ và lúa mì bulgur. Là món chay.
- Palaw Alou Balou- một món cơm gạo nếp với anh đào và thịt gà

### Qormah
Qormah / Korma là một món hầm hoặc thịt hầm, thường được phục vụ với cơm chalau. Nó luôn luôn có hành tây và cà chua; Hành tây được xào với cà chua, có nhiều loại trái cây, gia vị và rau tùy vào công thức. Sau khi xào xong thì bỏ nguyên liệu chính vào, có thể là thịt hoặc/và rau. Hành tây được caramel hóa và tạo ra một món hầm có màu sắc đậm đà. Có hơn 100 loại qormah. Dưới đây là một số ví dụ:
- Qormah e Gosht - dịch theo nghĩa đen là qormah thịt, thường là qormah chính phục vụ với palaw trong các cuộc họp mặt.
- Qormah e Alou-Bokhara wa Dalnakhod - làm từ hành tây với mận chua, đậu lăng và bạch đậu khấu. Thịt bê hoặc thịt gà.
- Qormah e Nadroo -  làm từ hành tây, nhân sữa chua, củ sen, rau mùi, ngò gai. Thịt cừu hoặc thịt bê.
- Qormah e Lawand - làm từ hành tây, sữa chua, nghệ và rau mùi. Thịt gà, thịt cừu hoặc thịt bò.
- Qormah e Sabzi - rau bina xào và các loại rau xanh khác. Thịt cừu.
- Qormah e Shalgham - làm từ hành tây, củ cải và đường; vị chua ngọt. Thịt cừu.

Lưu ý rằng karahi (cà ri) Afghanistan có tồn tại. Sự khác biệt giữa qormah và karahi là karahi được chế biến trong chảo, trong đó tất cả các thành phần được xào cùng một lúc và sau đó để lửa nhỏ. Trong khi với qormah thì dầu và hành tây được làm caramel trước tiên, sau đó cà chua và gia vị được thêm vào và cuối cùng là nguyên liệu chính.

### Mantu

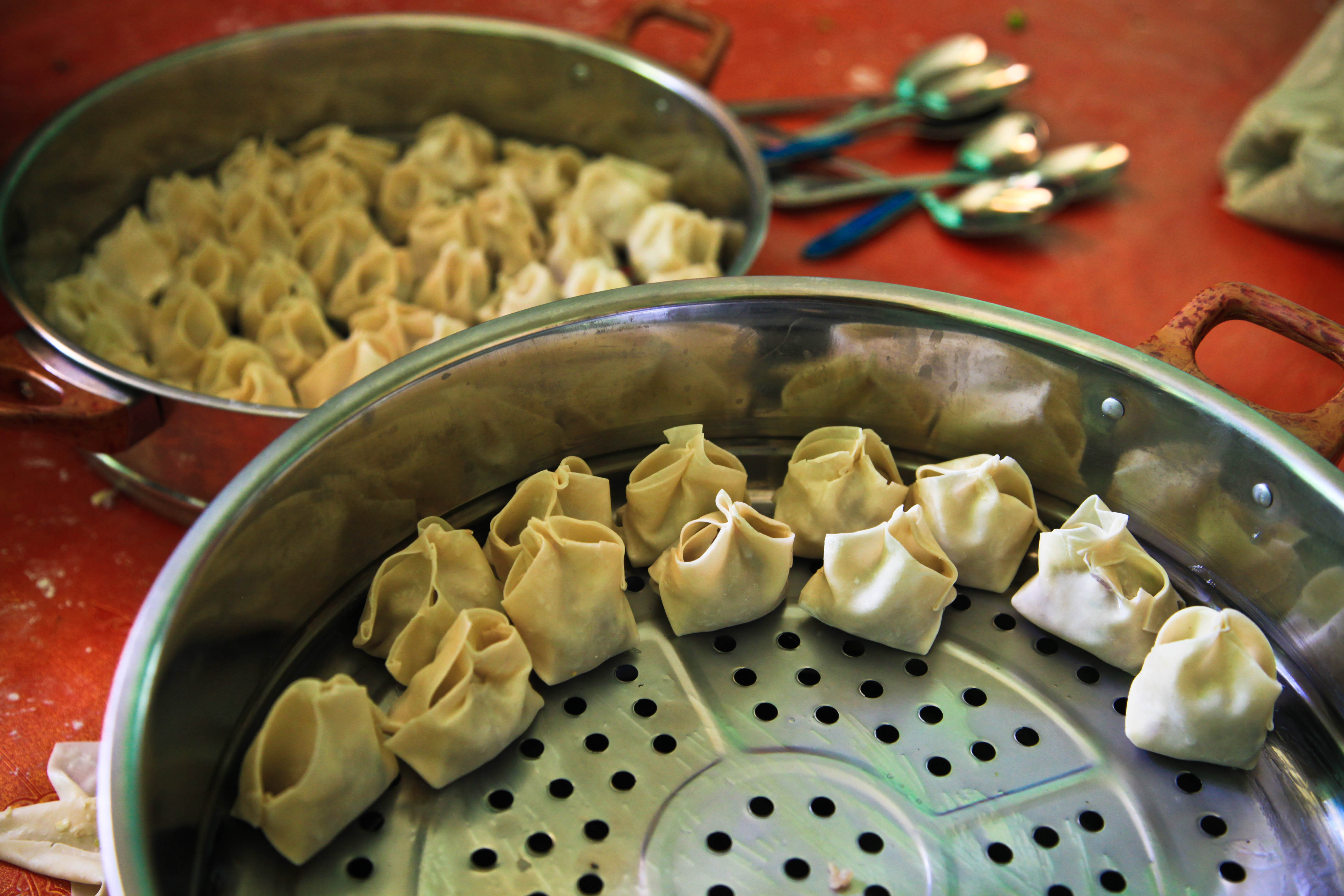
Mantu trong nồi hấp trước khi nấu

Được gọi là  khameerbob  và thường được ăn dưới dạng bánh bao. Những món ăn bản địa này được nhiều người ưa thích nhưng do quá trình chuẩn bị bột cho bánh mất nhiều thời gian nên chúng hiếm khi được ăn lúc bình thường, chỉ xuất hiện trong những bữa tiệc lớn như đám cưới hoặc những dịp đặc biệt trong gia đình:
- Mantu - Bánh bao nhân hành tây và thịt bò hoặc thịt cừu xay. Mantu được hấp và thường phủ lên trên với nước sốt cà chua và sữa chua- hoặc nước sốt qoroot. Loại topping làm từ sữa chua thường là hỗn hợp sữa chua, tỏi và đậu gà tách hạt. Nước sốt qoroot được làm từ pho mát dê và cũng được trộn với tỏi; qoroot và hỗn hợp sữa chua đôi khi sẽ được sử dụng. Món ăn sau đó được phủ với bạc hà khô và rau mùi.
- Ashak - món ăn gắn liền với Kabul. Bánh bao với một hỗn hợp chủ yếu là tỏi tây. Ashak phủ qoroot bạc hà, tỏi hoặc nước sốt sữa chua tỏi, cà chua xào, đậu đỏ và hỗn hợp thịt xay ướp gia vị.

Mỗi gia đình hoặc làng sẽ có phiên bản mantu và ashak riêng.
Một loại cây địa phương gọi là  gandana  được cắt và dùng làm bánh bao; nó được luộc và chiên trong bơ sữa trâu với bột pudina thêm vào súp và giấm
Ở dạng mì, pasta cũng thường được tìm thấy trong aush, một loại súp với một số biến thể theo vùng.

### Kebab

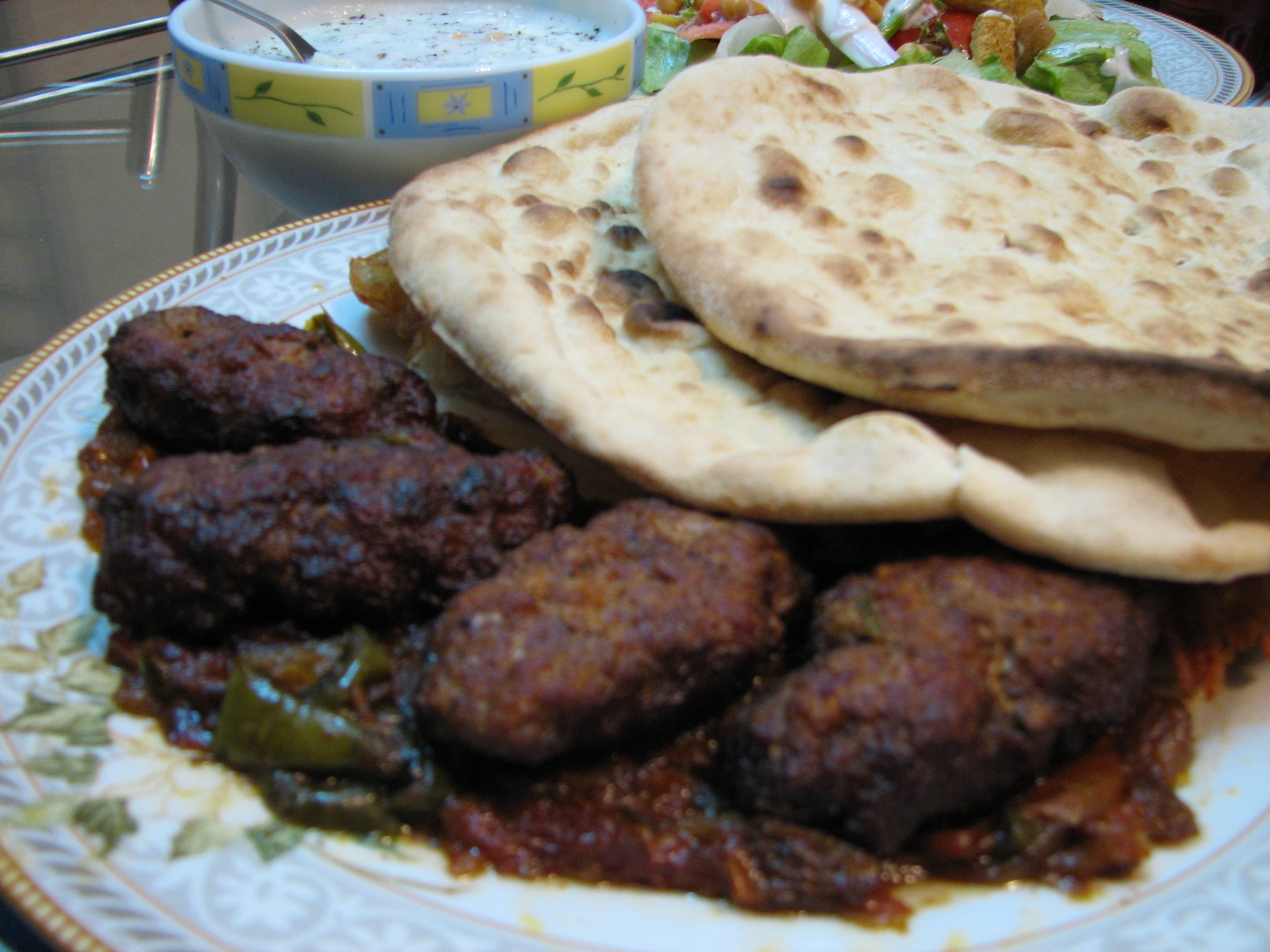
Kebab Kofta với naan

Kebab của Afghanistan thường được tìm thấy nhiều nhất trong các nhà hàng và quầy bán hàng ngoài trời. Thịt được sử dụng rộng rãi nhất là thịt cừu. Mỗi nhà hàng đều có công thức nấu ăn khác nhau. Kebab Afghanistan được phục vụ với naan và khách hàng có thể tùy chọn rắc sumac hoặc  ghora , nho chua xay khô, lên kebab của họ (thường ít được lựa chọn). Chất lượng của kebab hoàn toàn phụ thuộc vào chất lượng thịt. Những miếng mỡ từ đuôi cừu (jijeq) thường được thêm vào xiên cừu để tăng thêm hương vị.

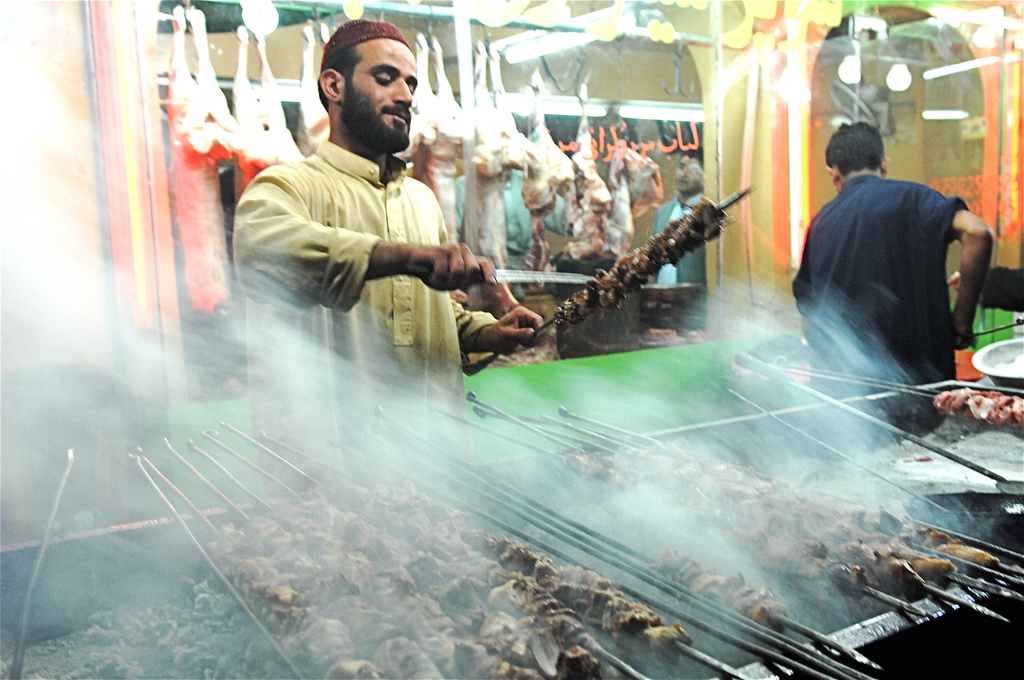
Kebab Chopan đang được chuẩn bị

Các loại thịt nướng phổ biến khác bao gồm sườn cừu, sườn,  kofta  (thịt bò xay) và thịt gà, tất cả đều được tìm thấy ở các nhà hàng ngon hơn.
Kebab Chapli, một đặc sản của miền Đông Afghanistan, là một loại patê được làm từ thịt bò băm. Nó là một món ăn dùng thịt nướng phổ biến ở cả Pakistan và Afghanistan. Từ Chapli xuất phát từ  'Chaprikh'  trong tiếng Pashtun, có nghĩa là phẳng. Nó được chuẩn bị phẳng và tròn và ăn với naan. Công thức ban đầu của bánh mì kebab chapli bao gồm hỗn hợp nửa thịt (hoặc ít hơn) nửa bột, khiến nó có hương vị nhẹ hơn và ít tốn kém hơn.

### Món gà
Gà Afghanistan hay Murgh Afghanistan là một ví dụ điển hình về một trong những món ăn nổi tiếng nhất từ Afghanistan. Món gà thường được tìm thấy trong các nhà hàng và quầy bán hàng rong ngoài trời. Không giống như phong cách nấu ăn của Ấn Độ, gà trong ẩm thực Afghanistan thường được sử dụng để làm Halal. Kem, bơ, sữa đông là những nguyên liệu quen thuộc được sử dụng trong tất cả các công thức nấu gà, dù là món khai vị hay món chính.

### Quroot
'Quroot'  (hoặc  'Qoroot' ) là một sản phẩm sữa hoàn nguyên. Theo truyền thống, nó là một sản phẩm phụ của bơ làm từ sữa cừu hoặc sữa dê. Phần bơ sữa còn lại sau khi đánh bông bơ sẽ bị chua hơn nữa bằng cách giữ nó ở nhiệt độ phòng trong vài ngày, xử lý bằng muối và sau đó đun sôi. Cazein kết tủa được lọc qua vải thưa, ép để loại bỏ chất lỏng và tạo hình thành những quả bóng. Do đó, sản phẩm là một loại pho mát rất chua. Quroot cứng và có thể ăn sống. Nó thường được phục vụ với các món ăn Afghanistan nấu chín như Ashak, Mantu, Qoroot Kichri và những món khác.

### Các loại thực phẩm khác

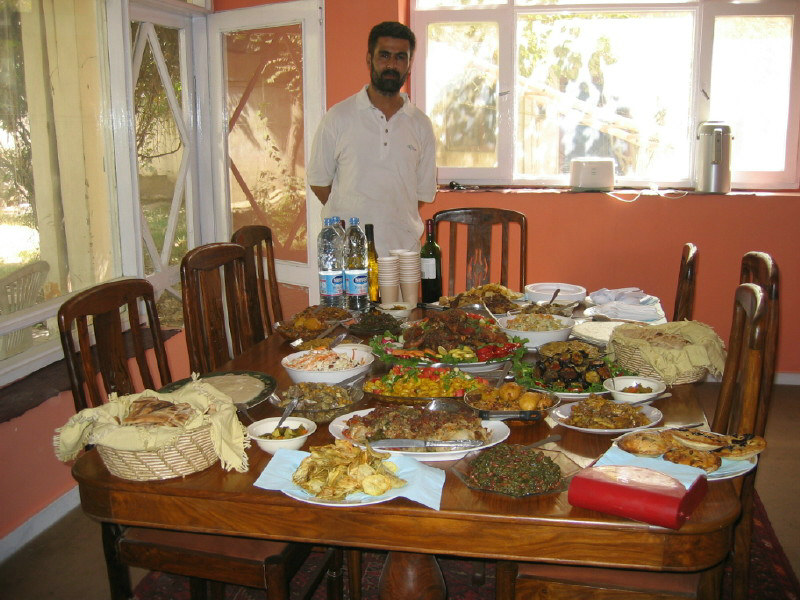
Một bàn đồ ăn Afghanistan ở Kabul

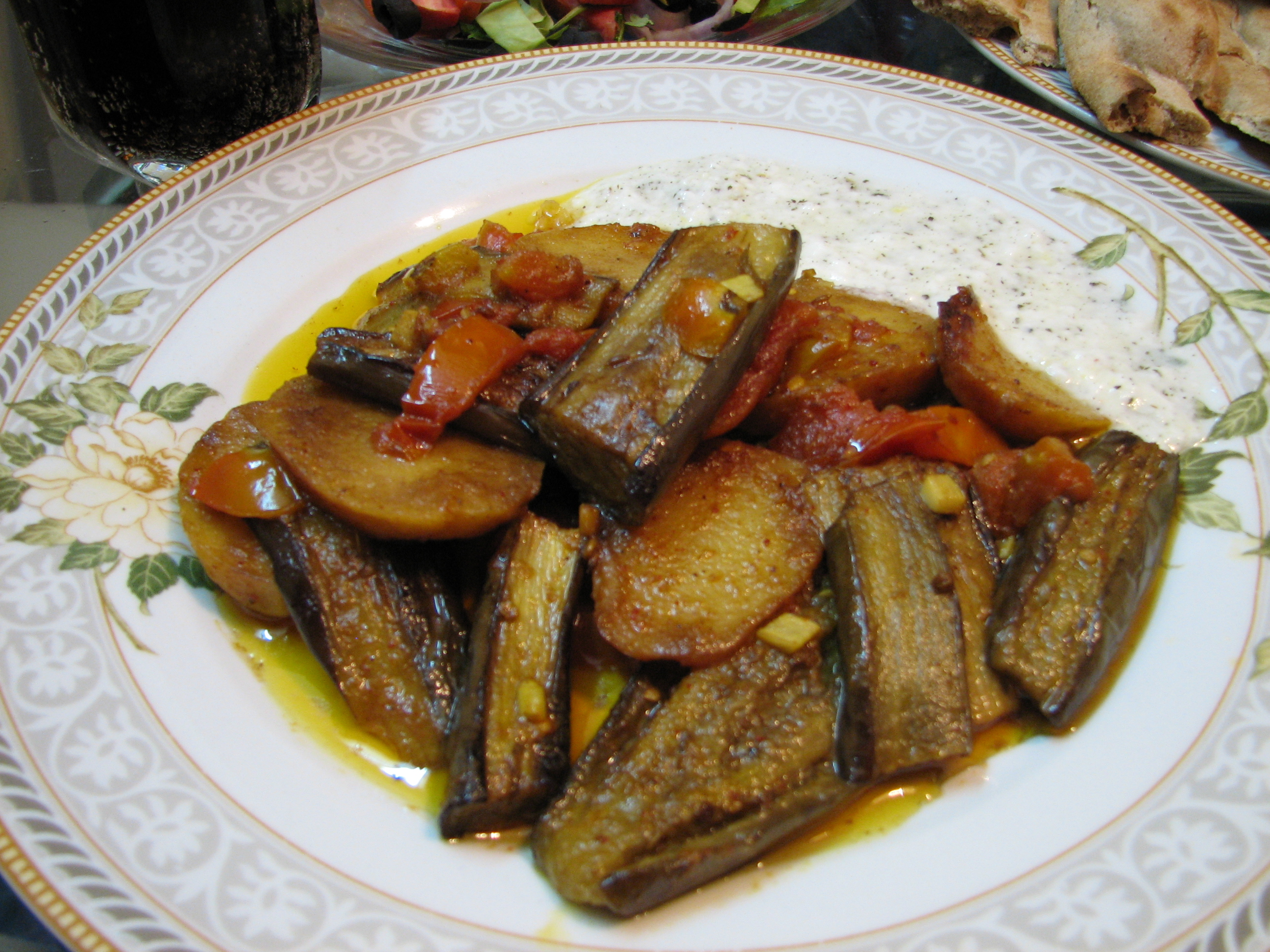
Badenjan (cà tím), thường được phục vụ cho bữa trưa như một bữa ăn nhẹ hoặc như một món ăn phụ. Nó ngon nhất với bánh mì mỏng cùng với sữa chua thường hoặc thêm bạc hà lạnh. Shomleh / Shlombeh (thức uống lạnh làm từ sữa chua được rắc bạc hà tươi hoặc khô).

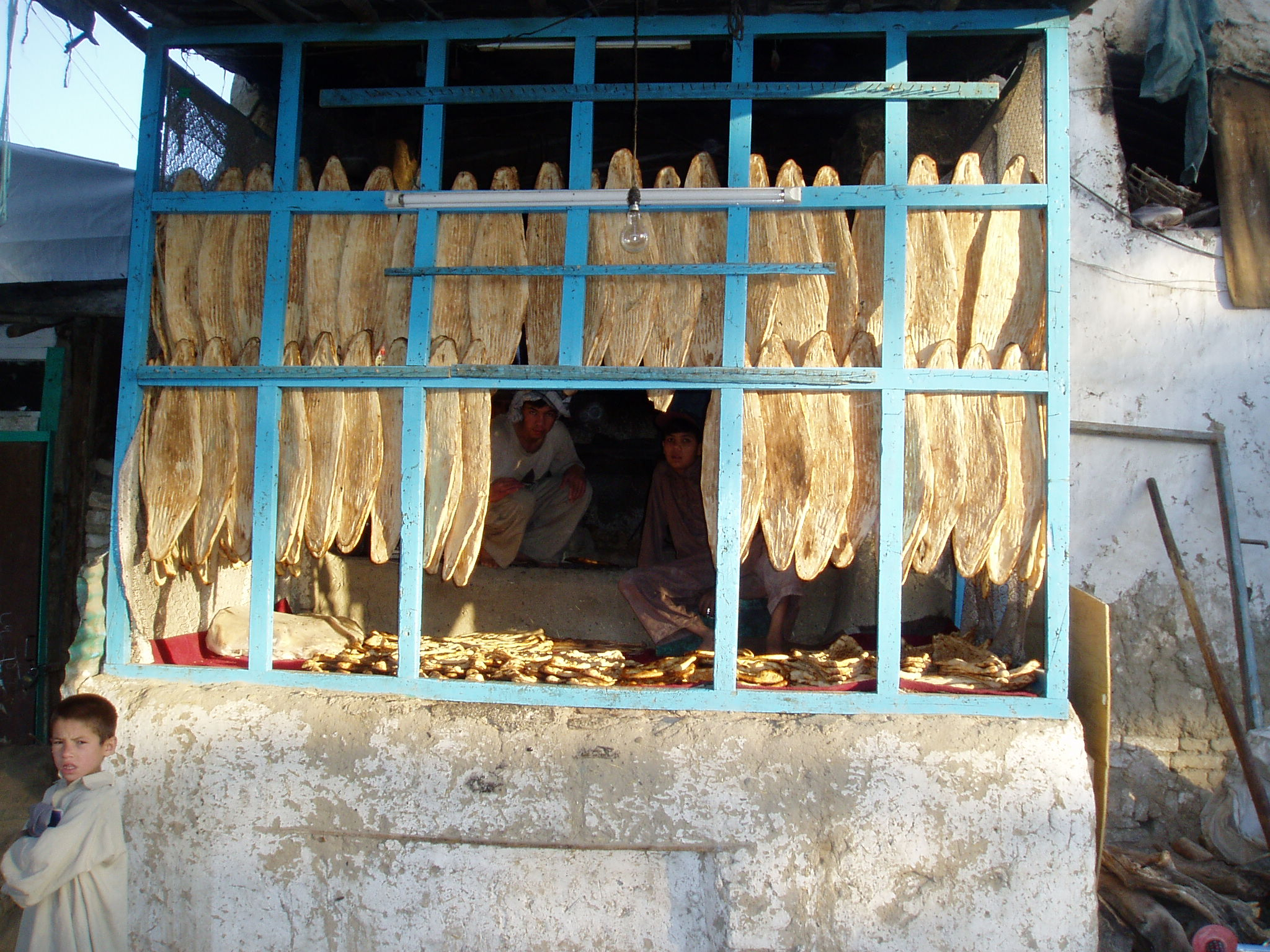
Những chiếc bánh mì dẹt dài của Afghanistan được bán tại một quầy hàng ở Kabul

- Kofta Afghanistan (thịt viên)[cần dẫn nguồn]
- Kadalu Burani Afghanistan (bí ngô ngọt)
- Salad Afghanistan
- Bánh mì kẹp thịt Afghanistan
- Ashak (rau và chive - bánh bao có nhân với nước sốt cà chua và sữa chua)
- Aush (mì làm bằng tay)
- Bichak (bánh xếp nhỏ với nhiều loại nhân như khoai tây và thảo mộc hoặc thịt)
- Shorba (súp tiếng Afghanistan tương tự như borscht)
- Dolma (lá nho nhồi)
- Londi hay gusht-e-qaaq (đồ ăn nhanh có gia vị)
- Kichri (gạo hạt nếp vừa nấu với đậu xanh và hành)
- Badenjan (nấu cà tím với khoai tây và cà chua)
- Badenjan-Burani (cà tím thái lát chiên, phủ sốt tỏi kem chua và rắc bạc hà khô)
- Baamiyah (okra)
- Bolani còn được gọi là "Buregian" ở miền nam Afghanistan (hơi giống với Quesadilla)
- Halwaua-e-Aurd-e-Sujee
- Nan-e-Afghanistan / Nan-e-Tandoori (Bánh mì Afghanistan được nấu trong lò đất sét thẳng đứng hay tandoor)
- Nan-e-Tawagy (bánh mì dẹt nấu trên chảo phẳng)
- Osh Pyozee (hành tây nhồi)
- Mantu (bánh bao thịt), thường được phục vụ với nước sốt trắng từ sữa chua.
- Palau Qabili (món cơm truyền thống)
- Dampukht (cơm hấp)
- Salad Bonjan (salad cà tím cay)
- Shor-Nakhud (đậu gà với lớp phủ đặc biệt)
- Nan (một loại bánh mì dẹt được nấu trong lò làm từ một cái lỗ trên mặt đất. Bánh mì được đập vào tường đá để nướng chín)
- Maast hoặc labanyat (một loại sữa chua tự nhiên)
- Chakida hoặc chakka (một loại kem chua)
- Salata (một loại salad có cà chua và hành tây, thường kết hợp dưa chuột)
- Sheer Berinj (bánh gạo)
- Kem cuộn (bánh ngọt)
- Baklava (bánh ngọt)
- Bánh Afghanistan (tương tự như pound cake, đôi khi có trái cây thật hoặc thạch bên trong)
- Gosh e feel (bánh ngọt mỏng, chiên, phủ đường bột và hạt dẻ cười)
- Kebab (tương tự như kiểu Trung Đông)
- Fernea Pashto / tiếng Ba Tư: فر نی], đôi khi được đánh vần là feereny (sữa và bột ngô giúp làm món này rất ngọt, tương tự như bánh pudding gạo mà không có gạo)
- Nước sốt Mou-rubba (trái cây, xi-rô đường và trái cây, táo, anh đào chua] hoặc nhiều loại quả mọng khác nhau hoặc làm bằng trái cây sấy khô. "Người Afghanistan yêu thích là Alu -Bakhara ".)
- Kulcha / Koloocheh (nhiều loại cookie, được nướng trong lò đất sét với than củi)
- Narenge Palau (ngọt khô vỏ cam và nho xanh với nhiều loại loại hạt, trộn với gạo vàng tráng men sáng xi-rô đường))
- Nargis kabob (trứng - dựa trên mì sợi tóc thiên thần ngâm trong xi-rô đường, quấn quanh một miếng thịt)
- Torshi (cà tím và cà rốt trộn với các loại thảo mộc và gia vị khác, ngâm trong giấm và ủ)
- Khoujoor[4] (Bánh ngọt Afghanistan, chiên giòn, hình bầu dục, tương tự như [[bánh rán theo hương vị)
- Chatni Afghanistan[5] làm bằng lá Rau mùi tươi
- Kalah Chuquki hoặc Kalah Gunjeshk (đầu chim chiên giòn)
- Kalah Pacha (thịt cừu hoặc thịt bò đầu / chân được nấu trong nước dùng, dùng trong bát như một món súp hoặc trong món hầm hoặc cà ri)
- Shami kabob (thịt bò nấu chín trộn với gia vị, bột và trứng], cuộn thành hình xúc xích] hoặc hình tròn dẹt và chiên)
- Shorwa-E-Tarkari[6] (súp thịt và rau)
- Chopan [tiếng Pashtun / Ba Tư: چوپان, nghĩa là "người chăn cừu"] kabob [tiếng Pashtun / Ba Tư: کبا:] (sườn cừu, xiên và nướng bằng than)
- Delda hoặc Oagra (chủ yếu là một món ăn miền Nam, được làm từ nguyên liệu chính là hạt chia lúa mì và nhiều loại hỗn hợp đậu)
- Owmach (làm từ bột mì; một món ăn giống như súp, rất đặc và nhão)
- Peyawa hoặc Eshkana (một súp làm từ bột mì, rất giống với nước thịt, nhưng được trộn với hành tây, khoai tây và trứng cắt nhỏ)
- Aushe Sarka (súp dẹt mì làm từ dấm, vị rất giống súp chua nóng của Trung Quốc)
- Maushawa (hỗn hợp đậu và thịt viên nhỏ, phục vụ trong bát)
- Sheer khurma, một món tráng miệng truyền thống

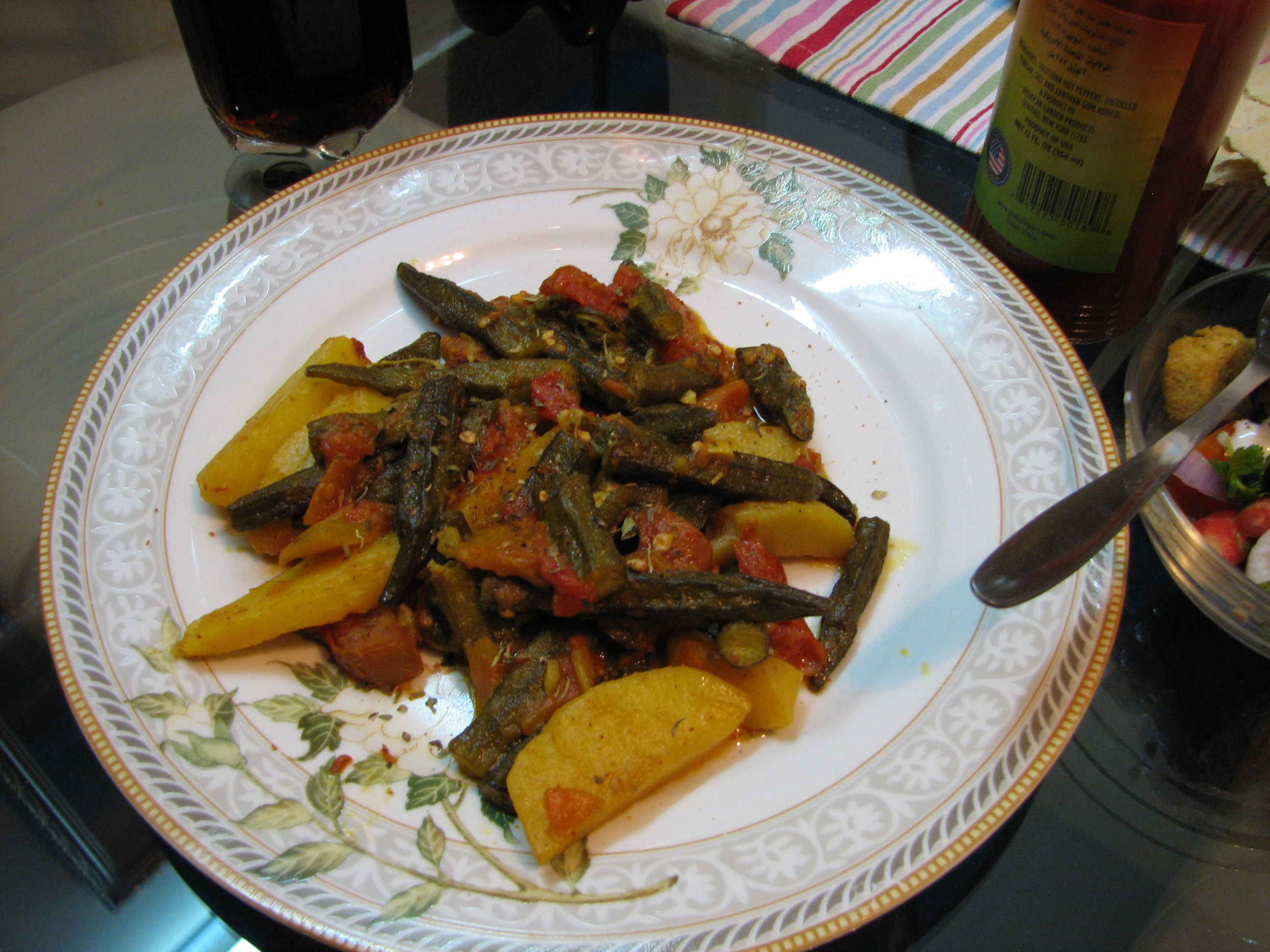
Baamiyah (okra), cũng được phục vụ cho bữa trưa hoặc như một món ăn phụ
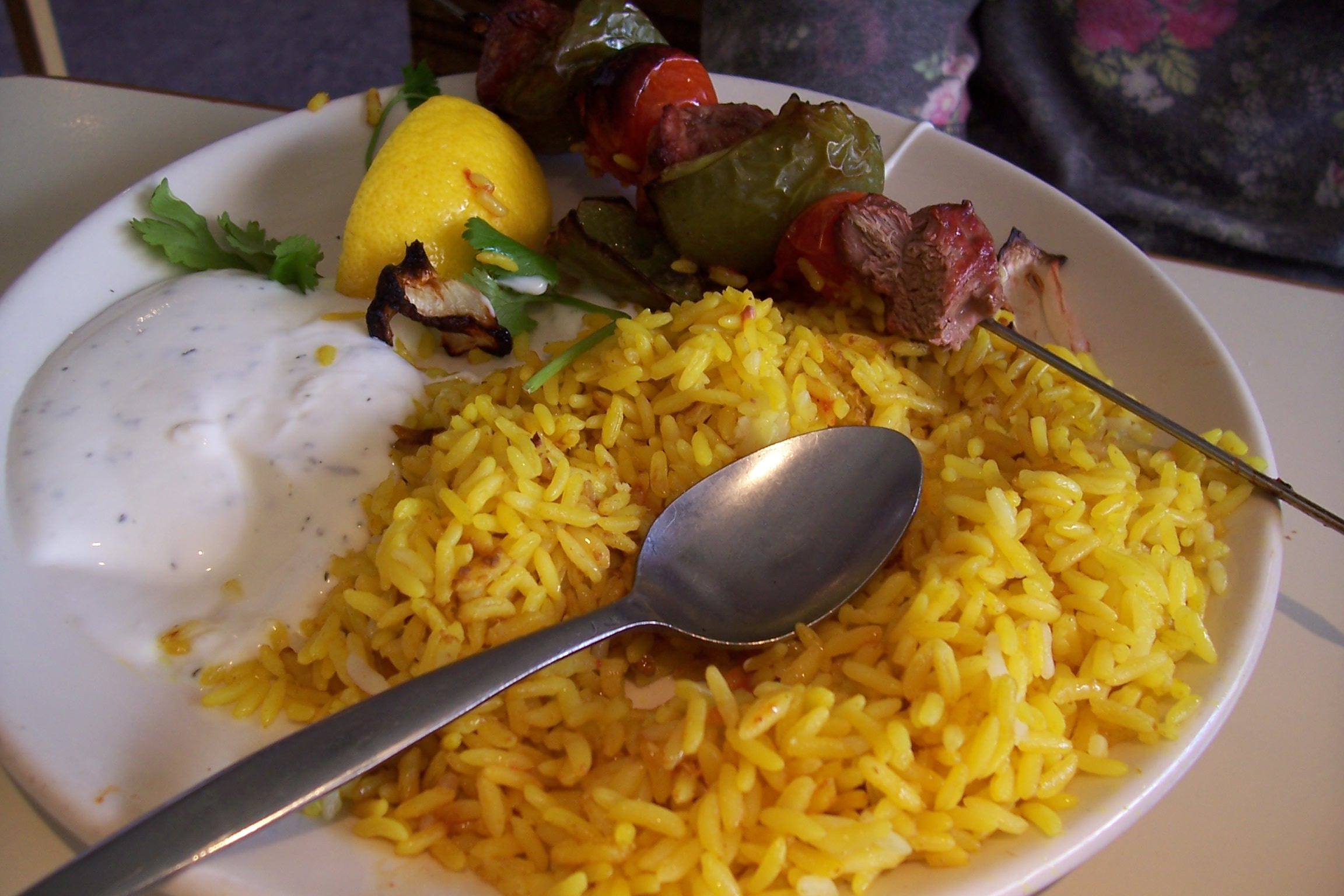
cừu kebab với cơm nghệ tây vàng
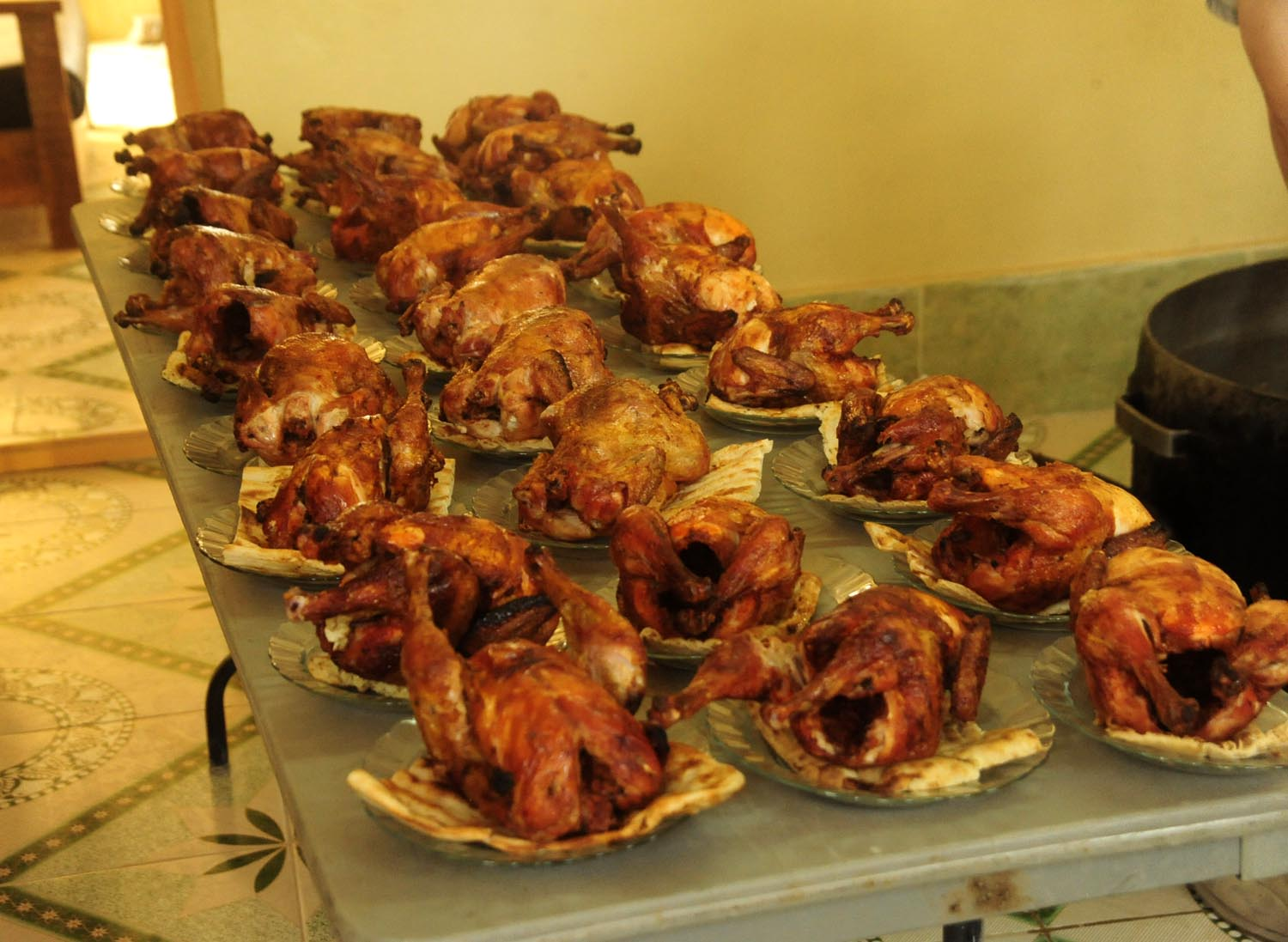
Gà quay

### Đồ uống
Doogh (còn được một số người Afghanistan gọi là  shomleh  hoặc  shlombeh ) là một thức uống lạnh được làm bằng cách trộn nước với sữa chua và sau đó thêm bạc hà tươi hoặc khô. Một số biến thể của doogh bao gồm thêm các miếng dưa chuột nghiền hoặc thái hạt lựu. Đây là thức uống được tiêu thụ rộng rãi thứ hai ở Afghanistan (đứng thứ nhất là trà), đặc biệt là vào giờ ăn trưa vào mùa hè. Doogh có thể được tìm thấy ở hầu hết các cửa hàng tạp hóa ở Afghanistan và được phục vụ trong các nhà hàng.

## Theo khu vực và dân tộc

### Ẩm thực Pashtun
Người Pashtun là nhóm dân tộc lớn nhất Afghanistan, chiếm khoảng 42% dân số cả nước. Một món ăn chính trong văn hóa Pashtun là Sohbat, được sử dụng trong các buổi họp mặt và sự kiện truyền thống. các món ăn Pashtun chính khác (một số món trùng lặp với các dân tộc và khu vực khác) bao gồm thịt cừu xiên  sajji  và  kebab chapli .  Dampukht  là thịt hấp  khaddi kebab  là shashlik của Afghanistan, được nướng trên ngọn lửa trần trên xiên.
Ẩm thực Pashtun có nhiều thịt và thường được ăn với Cơm caramen. Có nhiều biến thể theo khu vực: ví dụ, món ăn được gọi là "Bolani" ở phía bắc và phía đông thường được gọi là "Borogyen" ở phía nam và phía tây.
Đồ uống mùa hè phổ biến bao gồm  Shlombeh , còn được gọi trong tiếng Ba Tư là Doogh, một loại đồ uống bao gồm sữa chua lỏng, bạc hà và bedreng (dưa chuột Afghanistan).  Sherbet  là một loại đồ uống lạnh có đường đá.  Sheer yakh  là một sản phẩm ngọt như đá được dịch theo nghĩa đen là "Sữa lạnh".

### Ẩm thực Hazara
Người Hazara ở miền trung Afghanistan (thuộc vùng Hazarajat) và miền tây Pakistan (tỉnh Balochistan) có nền ẩm thực riêng - ẩm thực Hazara. Vì người Hazara có một số điểm tương đồng với các nền ẩm thực trong khu vực lân cận nên thức ăn chủ yếu chịu ảnh hưởng của các món ăn Trung Á, Ba Tư và Nam Á. Tuy nhiên, cách nấu và phương pháp nấu ăn có sự khác biệt ở một số món ăn giữa các nền ẩm thực lân cận này.
Trong ẩm thực Hazara, người Hazara sử dụng một tỷ lệ lớn thực phẩm giàu protein như thịt và các sản phẩm từ sữa cũng như nhiều dầu khi nấu ăn. Thay vì lựa chọn nhiều món ăn, bữa ăn của họ thường chỉ có một loại thực phẩm.
Dưới đây là một số món ăn nổi tiếng trong ẩm thực Hazara:
Aash - Một món ăn lành mạnh với hương vị riêng, một trong những món ăn phổ biến nhất trong nhà hàng Hazara. Aash dễ dàng được làm từ bột mì, do đó, một số bà nội trợ làm aash ở nhà và bán cho các nhà bán lẻ để kiếm tiền. Vì thành phần chính là bột mì nên người bệnh có thể ăn dễ dàng mà không cần lo lắng. Nó cũng là một món ăn trong bữa tiệc và được phục vụ với thịt băm, rau và đậu lăng.
Dalda - Món ăn yêu thích nhất của người lớn. Mọi người ăn nó bằng tay của họ. Nó trông giống như lúa mì khi còn sống, nhưng thay đổi về hình dạng sau khi được nấu chín. Nó được phục vụ với một ít dầu đun sôi ở giữa và có hương vị riêng.
Nantar / Yakhni - Yahkni có thể là một món súp gà, dê, bò hoặc cừu. Sau khi cho một ít bánh mì (nan) vào tô cùng với súp, nó trở thành Nantar, nghĩa là "bánh mì ướt". Thức ăn có thể ăn bằng thìa nhưng khi ăn bằng tay sẽ ngon hơn..
Halwa-e-samanak - Không phải là một loại thực phẩm thông thường, nó không dễ làm vì bạn phải đủ mạnh để trộn tất cả các thành phần bằng thìa, nhưng nó được làm thức ăn hàng ngày cho bữa tối hoặc bữa trưa. Halwa hoặc halva là một món ngọt được sử dụng trong nhiều món ăn châu Á.

## Những dịp đặc biệt
Phục vụ trà và hạnh nhân có đường trắng (Gọi là Nuql) là một phong tục quen thuộc trong các lễ hội ở Afghanistan. Eid-e-Qorban được tổ chức vào cuối lễ Haj, cuộc hành hương đến Mecca, khi các gia đình và bạn bè đến thăm nhau để uống một tách trà cùng nhau và chia sẻ một số loại hạt, đồ ngọt và hạnh nhân có đường được gọi là  noql .